# The Masked Singer/Staffel 6

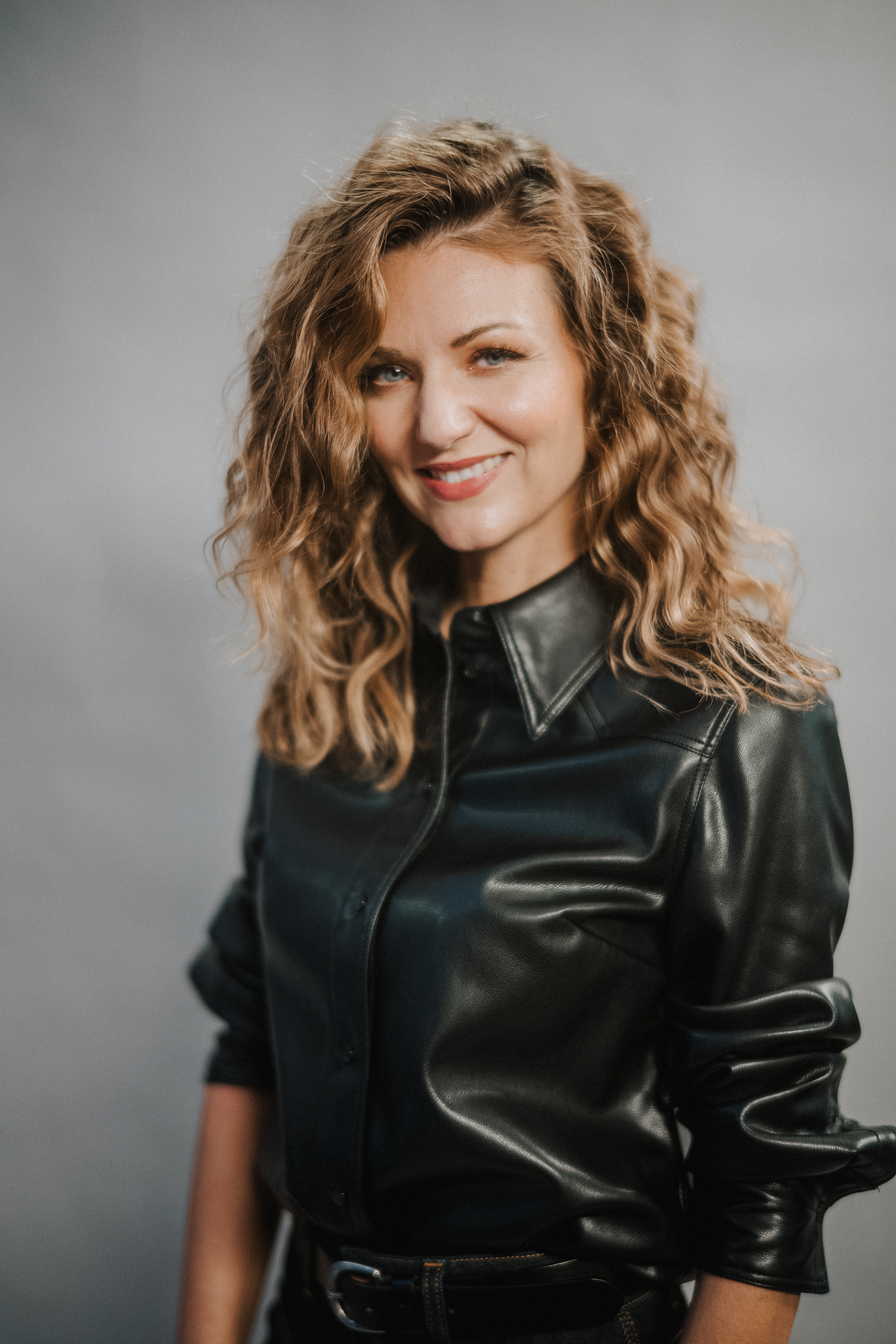
Ella Endlich, Siegerin der sechsten Staffel

Die sechste Staffel von The Masked Singer wurde vom 19. März 2022 bis zum 23. April 2022 auf ProSieben ausgestrahlt.
Aufgrund einer Corona-Erkrankung fiel Matthias Opdenhövel als Moderator in der ersten Folge aus und wurde durch Thore Schölermann vertreten.

## #MeinMaskedSinger
Kinder konnten bis zum 20. November 2021 Zeichnungen von Kostümen an ProSieben schicken, die sie sich für die Staffel 6 wünschen. Eine Maske der Einsendungen sollte dann von Maskenbildnerin Alexandra Brandner angefertigt und in der Staffel als Kostüm auftreten. Gewonnen hat die 10-jährige Zuschauerin Emma mit ihrer Maske Brilli.

## Rateteam
| Folge | Ständige Mitglieder | Ständige Mitglieder | Gastmitglied       |
| ----- | ------------------- | ------------------- | ------------------ |
| 1     | Ruth Moschner       | Rea Garvey          | Ralf Schmitz       |
| 2     | Ruth Moschner       | Rea Garvey          | Giovanni Zarrella  |
| 3     | Ruth Moschner       | Rea Garvey          | Carolin Kebekus    |
| 4     | Ruth Moschner       | Rea Garvey          | Linda Zervakis     |
| 5     | Ruth Moschner       | Rea Garvey          | Nico Santos        |
| 6     | Ruth Moschner       | Rea Garvey          | Riccardo Simonetti |

## Teilnehmer
| Platz | Kostüm     | Person              | Bekannt als                            | Aus in Folge | Quelle |
| ----- | ---------- | ------------------- | -------------------------------------- | ------------ | ------ |
| 1     | Zebra      | Ella Endlich        | Sängerin                               | 6            | [ 3 ]  |
| 2     | Dornteufel | Mark Keller         | Schauspieler                           | 6            | [ 4 ]  |
| 3     | Discokugel | Jeanette Biedermann | Sängerin, Schauspielerin               | 6            | [ 5 ]  |
| 4     | Ork        | Nora Tschirner      | Schauspielerin, Musikerin, Moderatorin | 6            | [ 6 ]  |
| 5     | Seestern   | Jasna Fritzi Bauer  | Schauspielerin                         | 5            | [ 7 ]  |
| 6     | Gorilla    | Rúrik Gíslason      | Fußballspieler                         | 5            | [ 7 ]  |
| 7     | Galax'Sis  | Joana Zimmer        | Sängerin                               | 4            | [ 8 ]  |
| 8     | Koala      | Paul Potts          | Tenor                                  | 3            | [ 9 ]  |
| 9     | Möwe       | Cherno Jobatey      | Journalist, Moderator                  | 2            | [ 10 ] |
| 10    | Brilli     | Jeannine Michaelsen | Moderatorin, Musicaldarstellerin       | 1            | [ 11 ] |

## Folgen
|    | Kostüm     | Lied, Originalinterpret                                                              | Ergebnis      |
| -- | ---------- | ------------------------------------------------------------------------------------ | ------------- |
| 1  | Ork        | Zitti e buoni – Måneskin                                                             | Vielleicht    |
| 2  | Zebra      | Tik Tok – Ke$ha                                                                      | Gewonnen      |
| 3  | Seestern   | Maybe This Time – Liza Minnelli                                                      | Gewonnen      |
| 4  | Brilli     | A Kind of Magic – Queen                                                              | Ausgeschieden |
| 5  | Koala      | Take On Me – A-ha                                                                    | Gewonnen      |
|    |            |                                                                                      |               |
| 6  | Galax'Sis  | Il dolce suono – Lucia di Lammermoor / Floating Through Space – David Guetta ft. Sia | Vielleicht    |
| 7  | Möwe       | Wellerman – Nathan Evans, trad. / Gettin' Jiggy wit It – Will Smith                  | Vielleicht    |
| 8  | Dornteufel | Young & Beautiful – Lana Del Rey                                                     | Gewonnen      |
| 9  | Gorilla    | Basket Case – Green Day                                                              | Gewonnen      |
| 10 | Discokugel | I Will Survive – Gloria Gaynor                                                       | Gewonnen      |

|   | Kostüm       | Lied, Originalinterpret          | Ergebnis      |
| - | ------------ | -------------------------------- | ------------- |
| 1 | Seestern     | Masterpiece – Jessie J           | Vielleicht    |
| 2 | Koala        | Hold the Line – Toto             | Vielleicht    |
| 3 | Ork          | Şımarık – Tarkan                 | Gewonnen      |
| 4 | Zebra        | I Am Woman – Emmy Meli           | Gewonnen      |
|   |              |                                  |               |
| 5 | Discokugel   | September – Earth, Wind and Fire | Gewonnen      |
| 6 | Gorilla      | Leave a Light On – Tom Walker    | Gewonnen      |
| 7 | Möwe         | There Is a Party – DJ BoBo       | Ausgeschieden |
| 8 | Dornteufel   | Uprising – Muse                  | Vielleicht    |
|   |              |                                  |               |
| 9 | 0Galax'Sis 8 | –                                | –             |

|   | Kostüm     | Lied, Originalinterpret                                    | Ergebnis      |
| - | ---------- | ---------------------------------------------------------- | ------------- |
| 1 | Ork        | Just a Girl – No Doubt                                     | Gewonnen      |
| 2 | Gorilla    | Livin’ on a Prayer – Bon Jovi                              | Vielleicht    |
| 3 | Koala      | Cold Heart – Elton John & Dua Lipa                         | Ausgeschieden |
| 4 | Discokugel | Wild World – Cat Stevens                                   | Gewonnen      |
|   |            |                                                            |               |
| 5 | Seestern   | Fame – Irene Cara                                          | Vielleicht    |
| 6 | Dornteufel | Man on a Mission – Oh the Larceny                          | Gewonnen      |
| 7 | Galax'Sis  | In the Dark – Purple Disco Machine & Sophie and the Giants | Vielleicht    |
| 8 | Zebra      | Rise Up – Andra Day                                        | Gewonnen      |

|          | Kostüm     | Lied, Originalinterpret                 | Ergebnis      |                     |
| -------- | ---------- | --------------------------------------- | ------------- | ------------------- |
| 1        | Dornteufel | Copacabana – Barry Manilow              | Gewonnen      |                     |
| 2        | Seestern   | On the Floor – Jennifer Lopez           | Vielleicht    |                     |
| 3        | Zebra      | Baby One More Time – Britney Spears     | Gewonnen      |                     |
| 4        | Galax'Sis  | Toy – Netta                             | Vielleicht    |                     |
|          |            |                                         |               |                     |
| 5        | Gorilla    | Superstition – Stevie Wonder            | Gewonnen      |                     |
| 6        | Ork        | When the Party’s Over – Billie Eilish   | Vielleicht    |                     |
| 7        | Discokugel | Higher Power – Coldplay                 | Gewonnen      |                     |
| Sing-Off | Sing-Off   | Sing-Off                                | Sing-Off      | Indizien-Gegenstand |
| 8        | Seestern   | This Is Me – Keala Settle               | Gewonnen      | Bremer Schlüssel    |
| 9        | Galax'Sis  | Dream On – Aerosmith                    | Ausgeschieden | Gießkanne           |
| 10       | Ork        | Entre dos tierras – Héroes del Silencio | Gewonnen      | Goldenes Fass       |

|          | Kostüm     | Lied, Originalinterpret                                          | Ergebnis      |                                         |
| -------- | ---------- | ---------------------------------------------------------------- | ------------- | --------------------------------------- |
| 1        | Discokugel | Lady Marmalade – Labelle                                         | Gewonnen      |                                         |
| 2        | Dornteufel | Dance with Somebody – Mando Diao                                 | Vielleicht    |                                         |
| 3        | Zebra      | Teenage Dirtbag – Wheatus                                        | Vielleicht    |                                         |
|          |            |                                                                  |               |                                         |
| 4        | Ork        | Mein Herr – Liza Minnelli im Musical Cabaret                     | Gewonnen      |                                         |
| 5        | Gorilla    | I Want It That Way – Backstreet Boys                             | Ausgeschieden |                                         |
| 6        | Seestern   | Starlight – Muse                                                 | Vielleicht    |                                         |
| Sing-Off | Sing-Off   | Sing-Off                                                         | Sing-Off      | Indizien-Gegenstand                     |
| 7        | Dornteufel | Hold Me Now – Johnny Logan                                       | Gewonnen      | Vorbei rasendes Fahrzeug / Zwei Kakteen |
| 8        | Seestern   | Don’t Rain on My Parade – Barbra Streisand im Musical Funny Girl | Ausgeschieden | Salamander Aufkleber                    |
| 9        | Zebra      | Greatest Love of All – Whitney Houston                           | Gewonnen      | Button auf Brust                        |

|         | Kostüm                      | Lied, Originalinterpret                                                                     | Ergebnis      |                            |
| ------- | --------------------------- | ------------------------------------------------------------------------------------------- | ------------- | -------------------------- |
|         | Alle Teilnehmer der Staffel | Don’t Stop Believin’ – Journey                                                              | –             |                            |
| Runde 1 |                             |                                                                                             |               |                            |
| 1       | Zebra                       | Addicted to You – Avicii                                                                    | Gewonnen      |                            |
| 2       | Dornteufel                  | Hound Dog – Elvis Presley / Blue Suede Shoes – Carl Perkins / Tutti Frutti – Little Richard | Gewonnen      |                            |
| 3       | Discokugel                  | My Hero – Foo Fighters                                                                      | Gewonnen      |                            |
| 4       | Ork                         | Vökuró – Björk                                                                              | Ausgeschieden |                            |
| Runde 2 | Runde 2                     | Runde 2                                                                                     | Runde 2       | Indizien-Gegenstand        |
| 5       | Discokugel                  | Golden Slumbers / Carry That Weight – The Beatles                                           | Ausgeschieden | Seifenblasen und Garnspule |
| 6       | Dornteufel                  | Enjoy the Silence – Depeche Mode                                                            | Gewonnen      | Reifen und Schubladen      |
| 7       | Zebra                       | Without You – Badfinger                                                                     | Gewonnen      | Waffeleis                  |
| Runde 3 |                             |                                                                                             |               |                            |
| 8       | Dornteufel                  | Copacabana – Barry Manilow                                                                  | Ausgeschieden |                            |
| 9       | Zebra                       | Rise Up – Andra Day                                                                         | Gewonnen      |                            |

## Einschaltquoten
| Folge | Datum          | Zuschauer | Zuschauer       | Marktanteil | Marktanteil     | Quelle |
| Folge | Datum          | Gesamt    | 14 bis 49 Jahre | Gesamt      | 14 bis 49 Jahre | Quelle |
| ----- | -------------- | --------- | --------------- | ----------- | --------------- | ------ |
| 1     | 19. März 2022  | 2,46 Mio. | 1,27 Mio.       | 9,7 %       | 21,3 %          | [ 13 ] |
| 2     | 26. März 2022  | 2,31 Mio. | 1,12 Mio.       | 9,3 %       | 19,2 %          | [ 14 ] |
| 3     | 2. April 2022  | 2,23 Mio. | 1,14 Mio.       | 8,1 %       | 18,0 %          | [ 15 ] |
| 4     | 9. April 2022  | 2,25 Mio. | 1,12 Mio.       | 8,5 %       | 18,1 %          | [ 16 ] |
| 5     | 16. April 2022 | 1,71 Mio. | 0,77 Mio.       | 7,4 %       | 15,4 %          | [ 17 ] |
| 6     | 23. April 2022 | 2,48 Mio. | 1,22 Mio.       | 10,3 %      | 20,7 %          | [ 18 ] |
| ø     | ø              | 2,24 Mio. | 1,11 Mio.       | 8,8 %       | 18,8 %          | –      |